# KSB
KSB is een historisch merk van motorfietsen.
De bedrijfsnaam was K.S.B. Fahrradbau, Kurt Schiebach, Bautzen.
Duits merk dat van 1924 tot 1929 solide geconstrueerde motorfietsen met 142cc- en 173cc-DKW-, 348cc-Kühne-, 248cc-Blackburne- en 248cc- tot 498cc-JAP-motoren bouwde.